# National Road 83
La National Road 83 (N83) è una strada irlandese nazionale di livello secondario che collega l'aeroporto di Knock a Galway nel nord-ovest della Repubblica d'Irlanda. Ha una lunghezza complessiva di 87,5 km..
La N83 si distacca dalla N17 all'altezza dell'aeroporto di Knock e prosegue verso Sud passando per Tooreen, Ballyhaunis e Dunmore, ricongiungendosi con la già citata N17 all'altezza di Tuam. Il tratto da Tuam a Galway appartiene alla N83, fino al 2017 apparteneva alla N17. La N17 e la N83 sono di fatto due strade parallele, con la N83 situata ad Est e la N17 ad Ovest.
La N83 passa attraverso il complesso lacustre comprendente Lough Roe, Lough Nanaoge e Urlaur Lough.
La strada è percorsa dalla linea 429 della Bus Éireann.